# Juliusz Osterwa

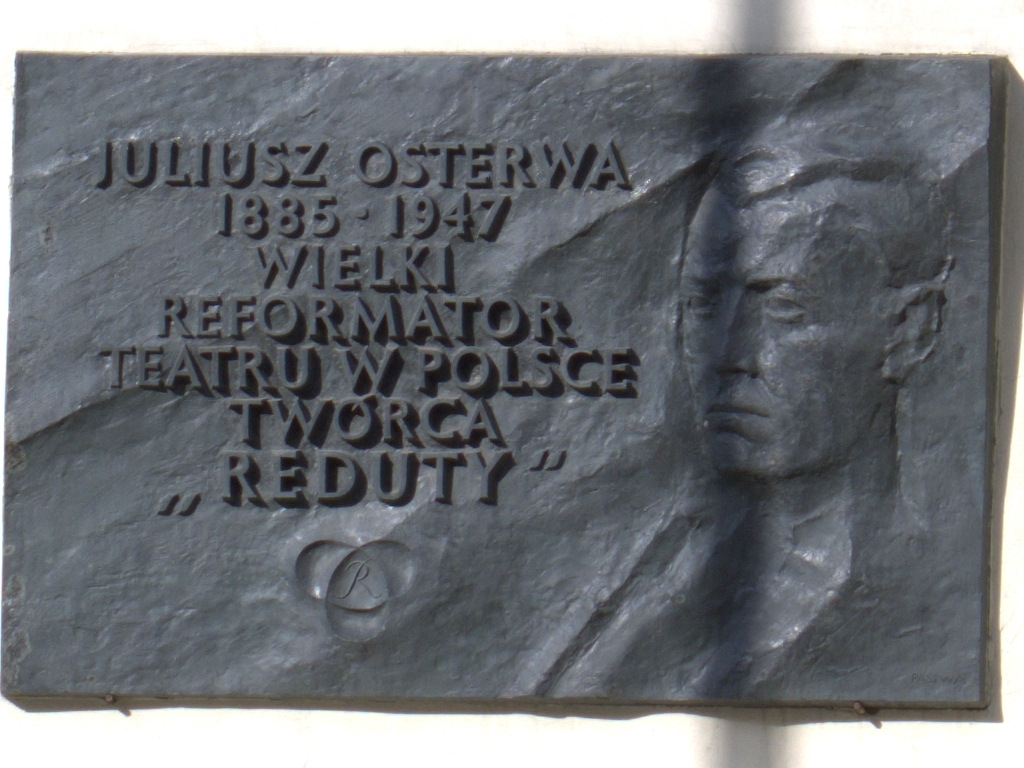

Juliusz Osterwa eigentlich Julian Andrzej Maluszek (* 23. Juni 1885 in Krakau; † 10. Mai 1947 in Warschau) war ein polnischer Theaterregisseur und Schauspieler.
Der aus armen Verhältnissen stammende Osterwa kam ohne abgeschlossene Schulausbildung 1904 an das Volkstheater in Krakau. Dort überredete ihn Leon Schiller den Namen Juliusz Osterwa anzunehmen. 1906 gab er in Posen bereits sein Debüt als Regisseur und gehörte dort am Theater als Schauspieler zu den Publikumslieblingen. Im Verlaufe der nächsten Jahre entwickelte er sich zum bestbezahlten und populärsten Schauspieler Polens. Während des Ersten Weltkrieges arbeitete er als Regisseur an den polnischen Theatern in Moskau und Kiew. Nach dem Ersten Weltkrieg als Polen seine Unabhängigkeit erhielt, gründete Osterwa das erste polnische Theaterlaboratorium Reduta in Warschau und entwickelte neue Theaterformen, die vergleichbar waren zu den Theaterneuerungen von deutschen Regisseuren wie Erwin Piscator oder Leopold Jessner, die zur gleichen Zeit in Berlin arbeiteten. In seinem Theater gab es keine Abtrennung von Bühne und Publikum mehr.
1925 siedelte mit seinem Theater und dem Institut nach Wilna über. In Vilnius erarbeitete er seine Inszenierungen und schickte sein Ensemble dann auf Tourneen durch ganz Polen. Von 1931 bis zum Ausbruch des Zweiten Weltkriegs 1939 arbeitete er mit der sog. dritten Reduta wieder in Warschau. Nach dem Krieg eröffnete er die Theater Teatr Słowackiego in Krakau und Teatr Polski in Warschau mit seinen Inszenierungen. Zudem wurde das Stadttheater Landsberg (Warthe) nach ihm benannt.
| Personendaten    | Personendaten                                |
| ---------------- | -------------------------------------------- |
| NAME             | Osterwa, Juliusz                             |
| ALTERNATIVNAMEN  | Maluszek, Julian Andrzej (wirklicher Name)   |
| KURZBESCHREIBUNG | polnischer Theaterregisseur und Schauspieler |
| GEBURTSDATUM     | 23. Juni 1885                                |
| GEBURTSORT       | Krakau                                       |
| STERBEDATUM      | 10. Mai 1947                                 |
| STERBEORT        | Warschau                                     |